# Ignacio Garmendia
Manuel Ignacio Garmendia Garmendia  (Providencia, 7 de agosto de 1982) es un actor chileno. 
En 2009 participó en la telenovela Corazón rebelde, en donde se hizo conocido y formó CRZ la banda, junto con Luciana Echeverría, Magdalena Müller, Denise Rosenthal y Augusto Schuster.

## Primeros años de vida
Es hijo de Manuel Ángel Garmendia Lacámara y de María Isabel Garmendia Urzúa.Estudió en el John Dewey College, egresando el 2001.
Estuvo dos años en un taller de teatro con el actor Bastián Bodenhöfer. Sus padres, al parecer no le tenían mucha fe a la actuación, le recomendaron "asegurarse". Para ello, comenzó estudiando publicidad en la Universidad Diego Portales, carrera que finalmente congeló. Al año siguiente estudió Relaciones Públicas en la Escuela Nacional de Relaciones Públicas, al mismo tiempo en que cursaba actuación en el Duoc UC,pero, congeló para integrarse a la teleserie de Canal 13, Corazón rebelde. «Me llegó un mail pidiendo extras para una teleserie, aunque no había lucas», confiesa Garmendia, quien, tras un casting, se quedó con el rol de Manuel, protagonista de la versión chilena de Rebelde Way.

## Carrera
En 2009 Garmendia debutó tras un casting con un protagónico para la teleserie Corazón Rebelde, la versión chilena de Rebelde Way en el papel de Manuel Santander. En 2010, tras ser una revelación para el canal y su buena evaluación y sumado a la gran popularidad que alcanzó, logró su segundo protagónico para Feroz, en el papel de Leo Cruz.
Ya consolidado como un actor profesional, en 2012, interpreta a Rafael en la exitosa teleserie nocturna de Canal 13: Soltera otra vez, donde interpreta un rol más adulto. 
En 2014 debutó en el canal privado Mega, donde hace su primer papel antagónico en Pituca sin lucas interpretando al celoso Felipe Aldunate; después el 2016, en Pobre gallo interpreta al cabo Francisco Silva, hijo mayor de la protagonista.
Ese mismo año y parte del 2017, interpretó al villano principal Mateo Santa Cruz, el más frío y calculador de los Santa Cruz, en la telenovela Amanda.

### Teleseries
| Año       | Título             | Personaje          | Canal    |
| --------- | ------------------ | ------------------ | -------- |
| 2009      | Corazón rebelde    | Manuel Santander   | Canal 13 |
| 2010      | Feroz              | Leonardo Cruz      | Canal 13 |
| 2012      | Soltera otra vez   | Rafael Campos      | Canal 13 |
| 2013      | Las Vegas          | Juan Pablo Vallejo | Canal 13 |
| 2013-2014 | Soltera otra vez 2 | Rafael Campos      | Canal 13 |
| 2014-2015 | Pituca sin lucas   | Felipe Aldunate    | Mega     |
| 2016      | Pobre gallo        | Francisco Silva    | Mega     |
| 2016-2017 | Amanda             | Mateo Santa Cruz   | Mega     |
| 2018-2019 | Isla paraíso       | Rodrigo Schultz    | Mega     |

### Programas de televisión
- Alfombra Roja (Canal 13, 2009, 2010) - invitado/conducción en reemplazo.
- Quién quiere ser millonario: alta tensión (Canal 13, 2011) - participante.
- Bienvenidos (Canal 13, 2012) - invitado.
- Más Te Vale (Via X, 2014) - invitado.
- Más vale tarde (Mega, 2014) - invitado.
- El discípulo del chef (Chilevisión, 2021) - participante.